# Stjärnnavling
Stjärnnavling (Omphaliaster asterosporus) är en svampart som först beskrevs av Jakob Emanuel Lange, och fick sitt nu gällande namn av Lamoure 1971. Omphaliaster asterosporus ingår i släktet Omphaliaster och familjen Tricholomataceae.   Inga underarter finns listade i Catalogue of Life.
I den svenska databasen Dyntaxa används istället namnet Hygroaster asterosporus för samma taxon.  Arten är reproducerande i Sverige.